# Jaipur
Jaipur ou Djaïpour (hindi : जयपुर /ˈdʒəj.pʊr/ , de jai, nom de son fondateur, et pur, « ville ») est la capitale de l’État indien du Rajasthan.
Jaipur se trouve à 430 m d’altitude et à 260 km de Delhi, dans une cuvette protégée par la chaîne des Aravalli.

## Histoire de la ville
Contrairement à la plupart des peuplements humains du sous-continent indien, où le moindre village a souvent plus de 2 000 ans, Jaipur est de fondation récente : c’est l'œuvre du mahârâja Jai Singh II, un rajput de la famille des Kachhwâhâ (en).
Le mahârâja fait appel au brahmane bengalî Vidyadhar Bhattacharya (en) pour concevoir la cité fondée en 1727 et dont les travaux principaux (palais principaux, avenues et square central) dureront quatre années. Située au pied des monts Ârâvalli, la cité suit un plan en damier de trois par trois et est entourée d’une muraille de 6 m de hauteur et de 4 m de large. L’entrée de la ville se fait par  huit portes. La Jaipur originelle comportait de larges avenues de 34 m de large, le reste des rues composant le quadrillage ayant au moins 4 m de largeur. Les boutiques possèdent aussi une taille standardisée, témoignant d'une rigueur étonnante dans le chaos baroque qui règne dans la plupart des villes du sous-continent. 
À l’origine, la ville n’était pas du rose uniforme qu’on lui connaît actuellement, mais offrait une large palette, principalement du gris avec des rehauts de blanc. Cependant, en prévision de la visite du prince Albert, en 1876, elle fut peinte en rose dans sa totalité, le rose étant une couleur traditionnelle de bienvenue. Depuis, elle conserve cet usage et est surnommée la ville rose.
L’observatoire astronomique de Jaïpur, Yantra Mandir, a fait référence dans le monde entier depuis sa mise en service en 1726 jusqu’aux débuts des temps modernes.
La cité de Jaipur, Rajasthan est inscrite sur la liste du patrimoine mondial de l'UNESCO le 6 juillet 2019.

## Histoire de la principauté
La principauté est créée en 1093 sous le nom de Dhundhar avec Amber pour capitale. Elle ne cessera d’exister qu’à l’indépendance de l’Inde en 1947. En 1900, sa superficie totale dépasse les 25 000 km2. Les mahârâjas de Jaipur appartiennent au clan Râjput Kachhwâhâ, qui prétend descendre de Ramâ, le roi d’Ayodhya.
La dynastie régnante de Jaipur fournit à l’Empire moghol certains de ses généraux les plus distingués. Parmi eux, on note le râja Man Singh I, qui combat à leur service en Kabul et en Orissa ; le râja Jai Singh I, plus connu sous son titre impérial de Mirza Râja Jai Singh I, et qui assiste Aurangzeb dans toutes ses guerres du Deccan, ainsi que le mahârâja Jai Singh II, ou Sawâî Jai Singh II, mathématicien et astronome célèbre et le fondateur de la ville de Jaipur où il déplace la capitale depuis Amber. En 1727, la ville de Jaipur (Jayapura) est fondée et l’État prend son nom.
Vers la fin du XVIIIe siècle, les Jats de Bharatpur et le râja d’Alwar s’emparent chacun d’une partie de la principauté, qui connaît une période de troubles et de confusion à la suite de sa confrontation avec les Marathes, de ses conflits avec la principauté de Jodhpur et des exactions d’Amîr Khân, l’aventurier afghan, et de ses dacoïts Pindarî. Par un traité de 1818, la principauté passe sous la protection des Britanniques en échange d’un tribut annuel. En 1835, l’administration britannique intervient pour mettre un terme aux troubles qui ont éclaté dans la ville. 
Durant la révolte des cipayes, le mahârâja apporte son soutien aux Britanniques et ses successeurs se maintiennent au pouvoir.

## Patrimoine de la ville

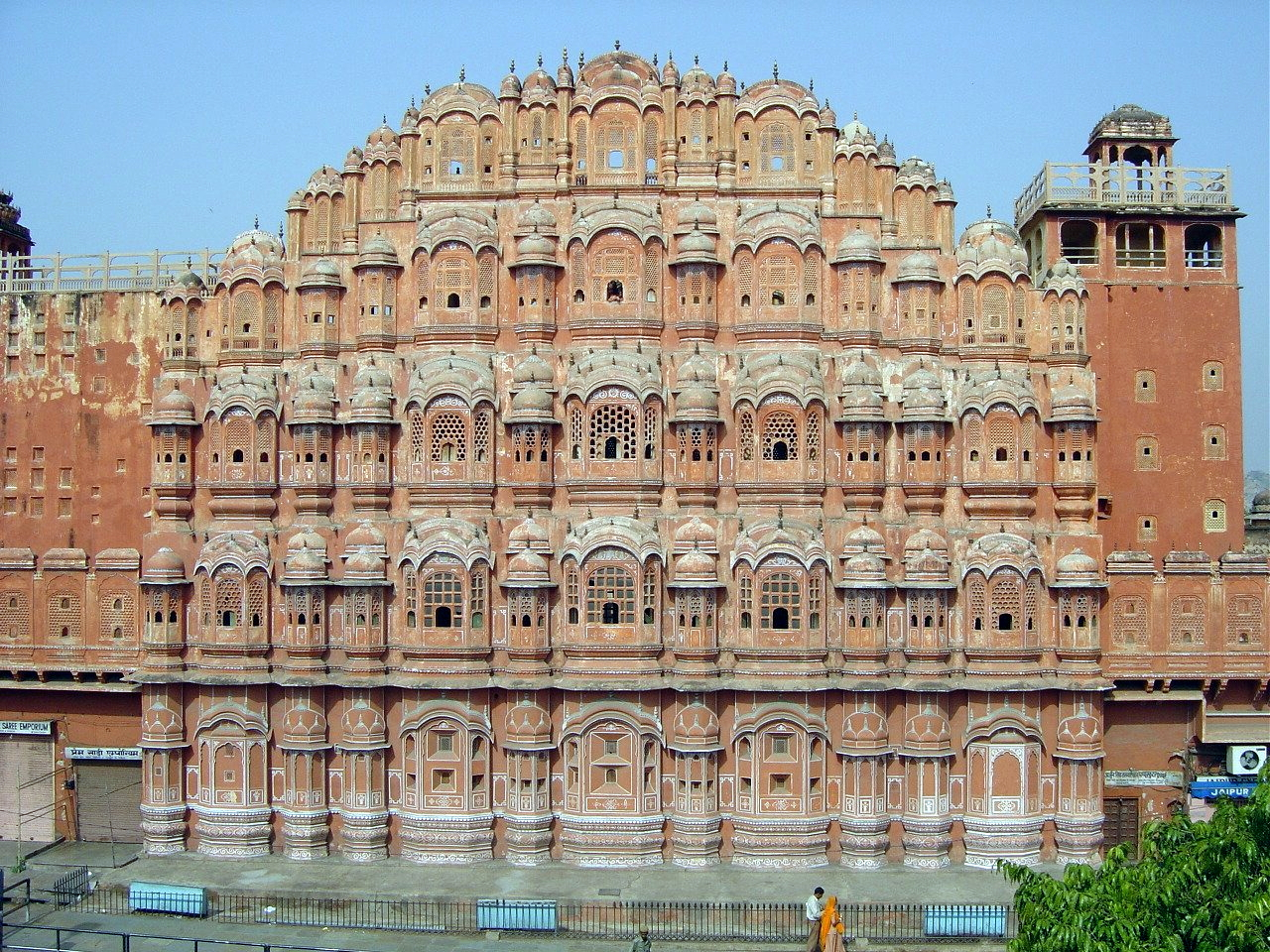
Le Hawa Mahal.

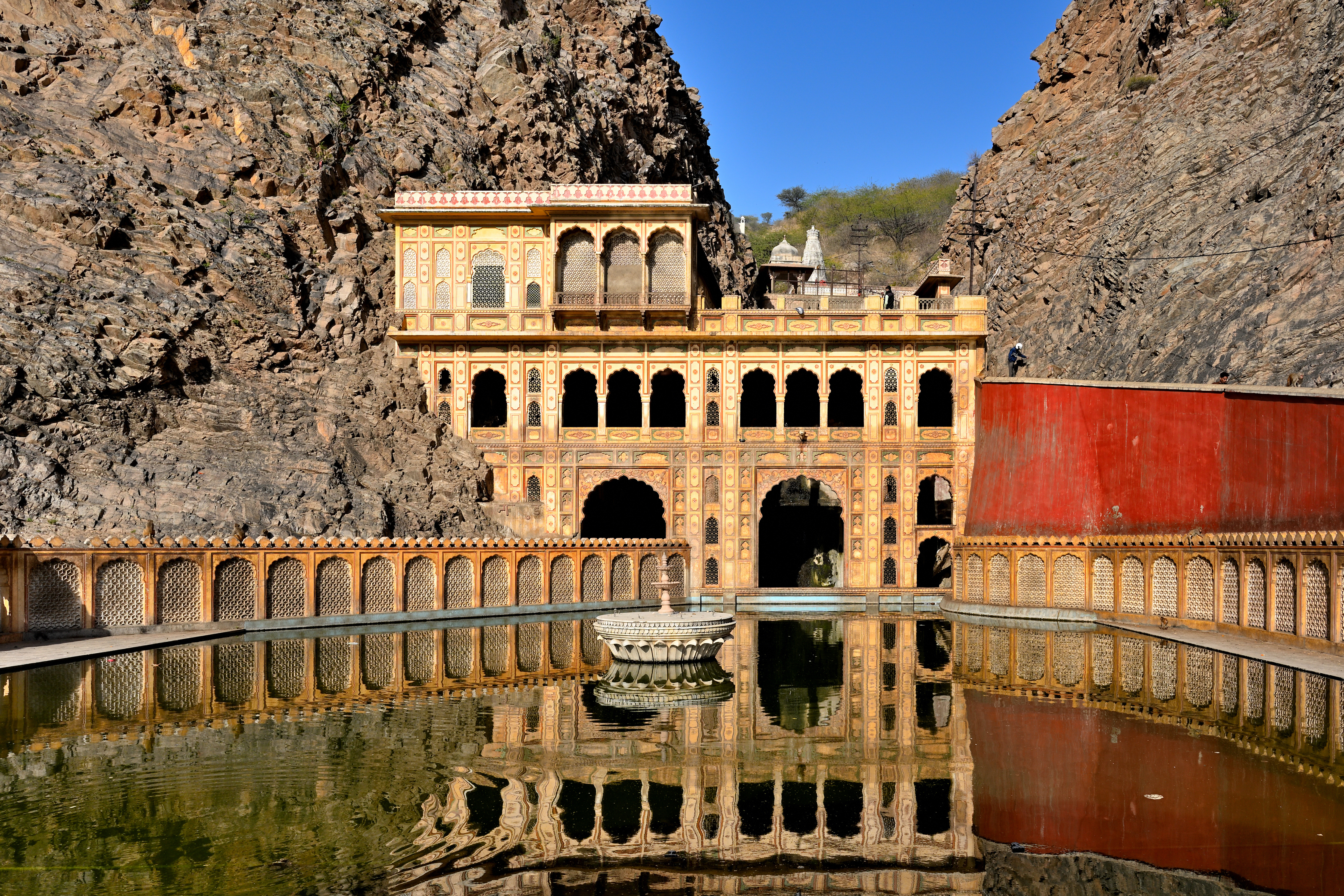
Zanana Kund (la piscine des dames) dans le Galtaji, à Jaipur, dans les montagnes des Aravalli en 2023.

La ville possède plusieurs monuments d’un intérêt historique et touristique certain :
- le Hawa Mahal ou « palais des vents » ;
- le Jantar Mantar (ou Yantra Mandir) un observatoire astronomique et astrologique du XVIIIe siècle ;
- le City Palace, ses palais et ses jardins;
- le Jal Mahal ou « palais sur l'eau »;
- les temples de Garh Ganesh, de Galtaji, de Lakshmi Narayan Mandir et de Birla Mandir.

## École de Jaipur (miniatures rajput)
Une des écoles de miniatures de la province rājasthāni.

## Jumelages
- Fremont (Californie) (États-Unis) depuis 1993
- Calgary (Canada) depuis 1973
- Dodoma (Tanzanie)
- Port-Louis (Maurice)

## Homonymies
- Jaipur est également un jeu de société pour deux joueurs, créé par Sébastien Pauchon en 2009 et édité chez Gameworks.
- Jaïpur (avec un tréma) est aussi le nom du deuxième parfum de Boucheron lancé en 1994.